# Villa Heike
Die Villa Heike ist ein Atelier- und Bürohaus in der Freienwalder Straße 17 im Berliner Ortsteil Alt-Hohenschönhausen. Es entstand zu Beginn des 20. Jahrhunderts als Wohnhaus für den Fabrikanten Richard Heike. Das Gebäude steht mittlerweile unter Denkmalschutz.

## Geschichte und Beschreibung
Das Gebäude wurde 1910–1911 nach Plänen der Architekten Wilhelm Verhülsdonk und Richard Lott für den Berliner Industriellen Richard Heike errichtet. Dieser war Gründer und Eigentümer einer Maschinenbaufabrik. Das Haus wurde vom Wiener Bauunternehmen Diss & Co in für damalige Zeiten äußerst fortschrittlicher Stahlbeton-Skelettbauweise errichtet. Als fünfgeschossiger Solitärbau mit seiner ungewöhnlichen Funktionsmischung aus Ausstellungshalle, Büro- und Wohnen stellt es einen für Berlin einzigartigen Bautypus dar. Im 4,8 m hohen und komplett mit Terrazzoboden ausgeführten Hochparterre sowie im Souterrain befand sich auf über 600 m² der Ausstellungsbereich für die auf dem rückwärtigen Werksgelände hergestellten Fleischverarbeitungsmaschinen. Das erste und das zweite Obergeschoss hielte Büros für den Vertrieb sowie die Konstruktionsabteilung bereit. Im dritten Obergeschoss befand sich auf 340 m² die Fabrikantenwohnung. Das Dachgeschoss war bis auf eine Mädchenkammer unausgebaut.
Der Baustil ist durch verschiedene Einflüsse gekennzeichnet: Elemente des Historismus finden sich im Hochparterre, in den Treppenhäusern und Wohnräumen der Fabrikantenwohnung. Das imposante, 9,50 m hohe Vestibül ist mit starken Anklängen an einen dorischen Tempel gestaltet und komplett mit Steinputz ausgekleidet. Besonders im Hochparterre finden sich, begünstigt durch die konstruktiven und gestalterischen Möglichkeiten der Stahlbetonbauweise, ungewöhnliche Bauformen mit Anklängen an Art déco und Jugendstil.
Die Villa Heike und die Fabrik überstanden den Zweiten Weltkrieg weitgehend unbeschadet. Der Besitzer hatte sein Anwesen jedoch nicht verlassen, sondern wurde von sowjetischen Soldaten erschossen, weil er in seinem Werk sowjetische Kriegsgefangene zwangsbeschäftigt hatte.
Mitte Mai 1945 errichtete die sowjetische Geheimpolizei NKWD im Umkreis der Villa ein großes Sperrgebiet. Das Haus wurde Sitz der Berliner Opergruppe 10. Sie nutzte den Keller der Villa als Untersuchungsgefängnis. Einer der Häftlinge im Heikekeller war Werner Pünder. In unmittelbarer Nähe entstand das sowjetische Speziallager Nr.3.
Im März 1951 übergab die Sowjetunion das Sperrgebiet samt der Immobilie der Regierung der DDR, die es nach wenigen Monaten dem Ministerium für Staatssicherheit (MfS) zur Verfügung stellte. Die Villa Heike war zunächst Standort der Hauptverwaltung Personenschutz. Ab Mitte der 1960er Jahre diente sie mit den rückwärtigen Fabrikationshallen dem geheimen NS-Archiv des MfS. Hier wurden alle Akten aus der NS-Zeit, die an irgendeiner Stelle aufgefunden wurden, zusammengeführt, um sie gegebenenfalls für historische Forschungen nutzen zu können. Oder sie dienten auch als Druckmittel, um ehemalige Nazis für die Geheimdiensttätigkeit anzuwerben.
Um das Gebäude zu sichern, wurden besonders Hochparterre und Vestibül baulich stark verändert. Nach der deutschen Wiedervereinigung und Auflösung des MfS 1990 übernahm das Bundesarchiv die Aktenbestände. Nach kurzen Zwischennutzungen stand das Gebäude ab 1995 leer.
Anfang der 2000er Jahre brach in den Fabrikhallen ein Brand aus. Daraufhin mussten diese komplett abgerissen werden, ebenso die rückwärtige Erweiterung der Ausstellungshalle. Nur der als Baudenkmal geschützte Haupttrakt der Villa blieb erhalten.
Im Jahr 2015, nach zwanzigjährigem Leerstand und von akutem Verfall bedroht, wurde das Objekt durch den Berliner Architekten Christof Schubert mit der Idee eines Atelier- und Bürohauses entwickelt. Nun erwarb eine kleine Bauherrengemeinschaft aus dem Kreativ-Bereich das Objekt und begann im gleichen Jahr mit Bauarbeiten.
Nach fast vierjähriger Planungs- und Bauzeit fand am 16. Februar 2019 mit einer Kunstausstellung die Einweihung statt. Die Sanierung kostete knapp zwei Millionen Euro und war eine Gratwanderung zwischen Anforderungen durch den Denkmalschutz und den Vorstellungen der künftigen Nutzer. Eine neue Gedenkstätte entstand jedoch nicht, dagegen konnte zum Mai 2023 eine Fotoausstellung eröffnet werden, die an die Stasizeit erinnert. Das Haus behielt aber seinen Denkmalschutz-Status.

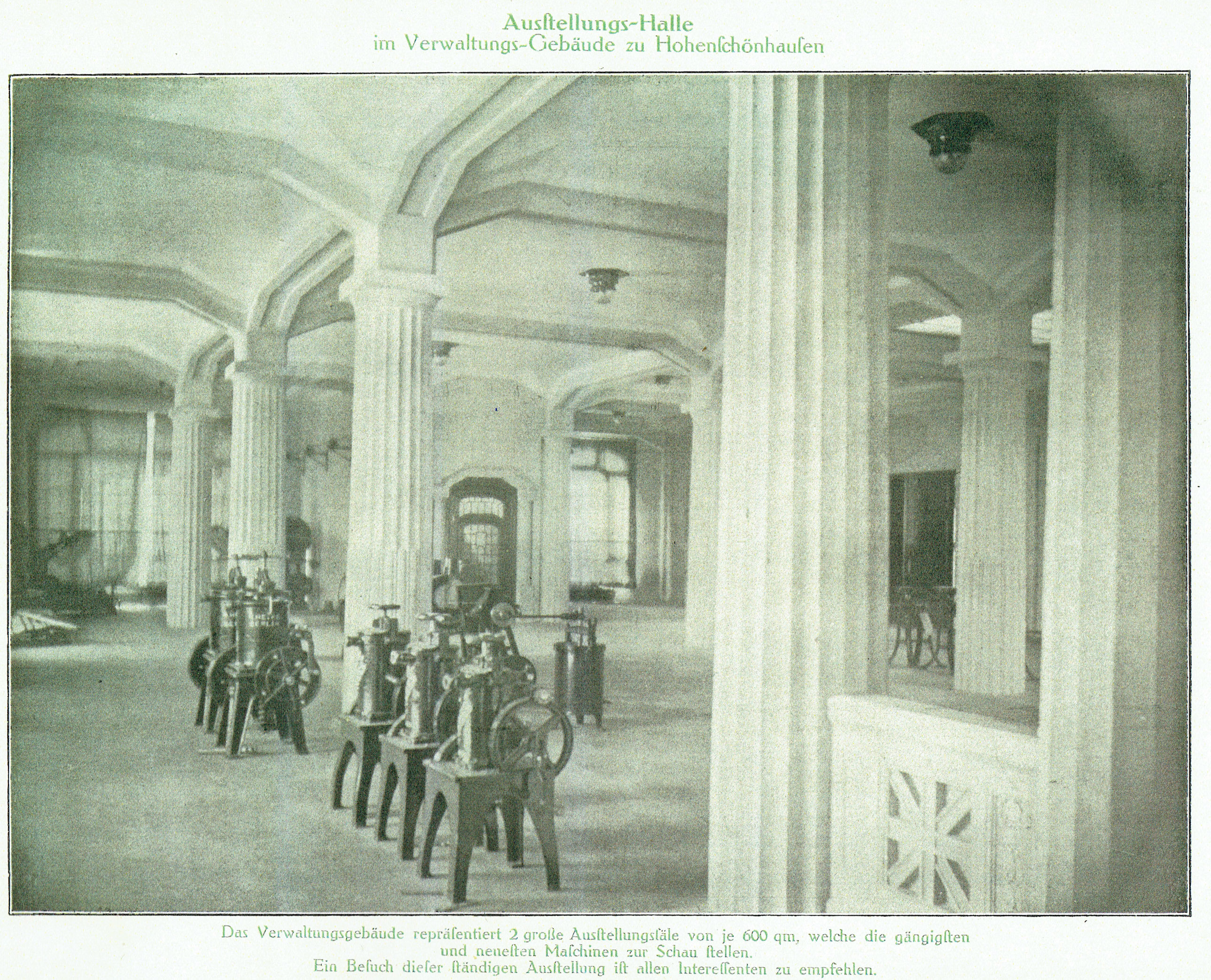
Ausstellungshalle
Villa Heike um 1911
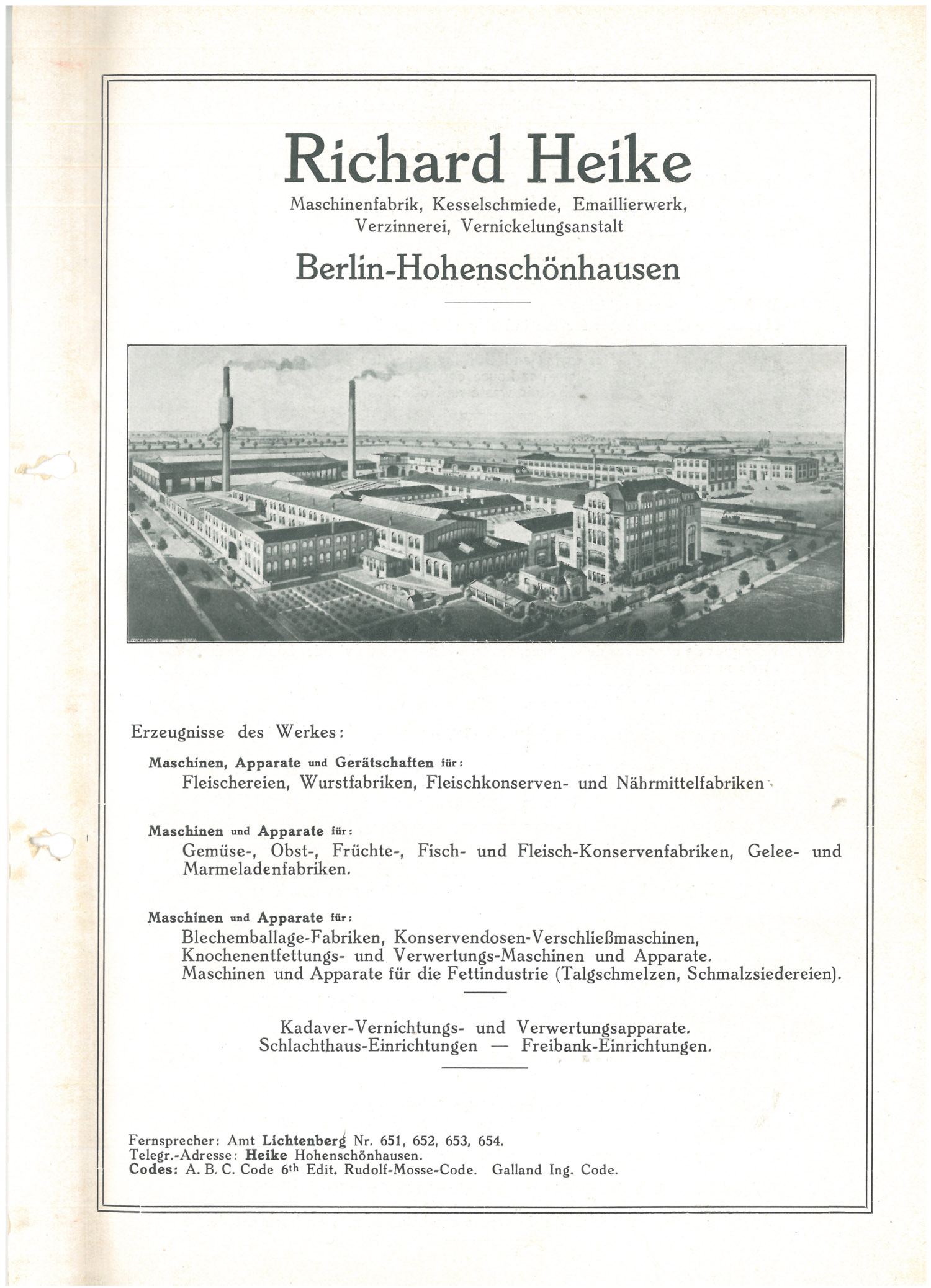
Werksgelände um 1911
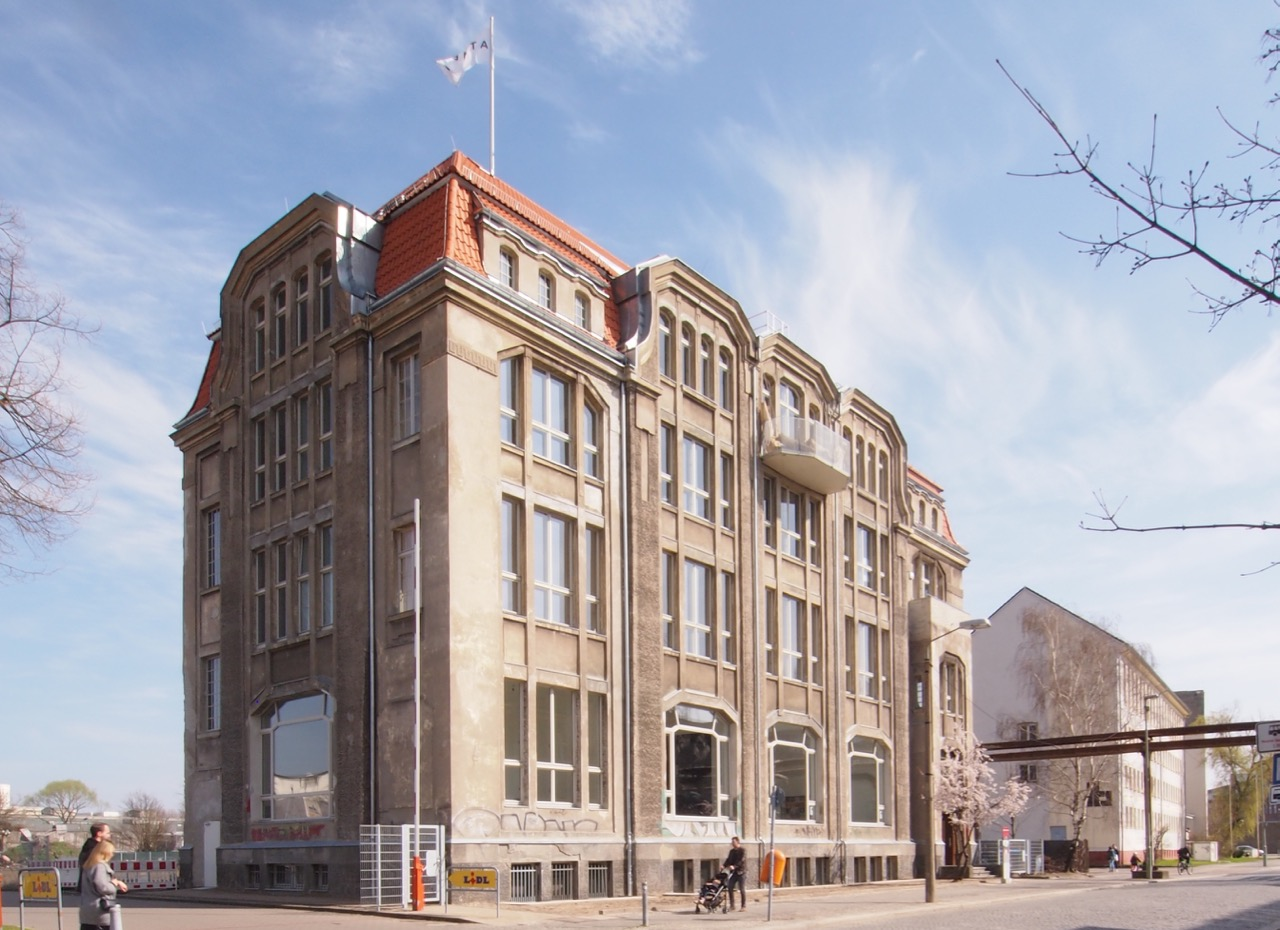
Villa Heike nach der Sanierung, 2019